# Tour de Suisse 1970
Die 34. Tour de Suisse fand vom 11. bis 19. Juni 1970 statt. Sie führte über einen Prolog, neun Etappen und eine Gesamtdistanz von 1629 Kilometern.
Gesamtsieger wurde der Italiener Roberto Poggiali. Die Rundfahrt startete in Murten mit 80 Fahrern, von denen 55 Fahrer in Zürich ins Ziel kamen.

## Etappen
| Etappe    | Tag      | Start – Ziel         | km  | Etappensieger     | Gesamtwertung    |
| --------- | -------- | -------------------- | --- | ----------------- | ---------------- |
| Prolog    | 11. Juni | Murten               | 4   | Rudi Altig        | Rudi Altig       |
| 1. Etappe | 11. Juni | Murten – Liestal     | 185 | Franco Bitossi    | Rudi Altig       |
| 2. Etappe | 12. Juni | Liestal – Bazenheid  | 160 | Eddy Beugels      | Rudi Altig       |
| 3. Etappe | 13. Juni | Bazenheid – Arosa    | 144 | Franco Bitossi    | Franco Bitossi   |
| 4. Etappe | 14. Juni | Arosa – Locarno      | 199 | Arnaldo Caverzasi | Roberto Poggiali |
| 5. Etappe | 15. Juni | Airolo – Meiringen   | 197 | Harry Steevens    | Roberto Poggiali |
| 6. Etappe | 16. Juni | Meiringen – Finhaut  | 195 | Felice Gimondi    | Roberto Poggiali |
| 7. Etappe | 17. Juni | Finhaut – Bern       | 198 | Gerard Vianen     | Roberto Poggiali |
| 8. Etappe | 18. Juni | Bern – Sarmenstorf   | 165 | Dino Zandegù      | Roberto Poggiali |
| 9. Etappe | 19. Juni | Sarmenstorf – Zürich | 182 | Albert Fritz      | Roberto Poggiali |